# Kadolec
Kadolec (en allemand : Kadoletz) est une commune du district de Žďár nad Sázavou, dans la région de Vysočina, en République tchèque. Sa population s'élevait à 171 habitants en 2020.

## Géographie
Kadolec se trouve à 10 km à l'est-nord-est de Velké Meziříčí, à 25,5 km au sud-est de Žďár nad Sázavou, à 40 km à l'est de Jihlava et à 147 km au sud-est de Prague.
La commune est limitée par Křižanov à l'ouest et au nord, par Kundratice au nord-ouest, par Heřmanov et Skřinářov à l'est et par Ořechov au sud.

## Histoire
La première mention écrite de la localité date de 1364.

## Transports
Par la route, Kadolec se trouve à 12 km de Velké Meziříčí, à 31,5 km de Žďár nad Sázavou, à 49 km de Jihlava et à 169 km de Prague.